# Ламердинген
Ламердинген (нем. Lamerdingen) — община в Германии, в земле Бавария. 
Подчиняется административному округу Швабия. Входит в состав района Восточный Алльгой. Подчиняется управлению Бухлё.  Население составляет 1795 человек (на 31 декабря 2010 года). Занимает площадь 34,24 км².